# Compus de șase prisme decagramice
În geometrie compusul de șase prisme decagramice este un compus poliedric uniform realizat dintr-un aranjament simetric de 6 prisme decagramice, aliniate într-un aranjament cu axele de simetrie de rotație cu cinci poziții ale unui dodecaedru (Ih).
Are indicele de compus uniform UC41.

## Mărimi asociate

### Coordonate carteziene
Coordonatele carteziene ale vârfurilor acestui compus sunt toate permutările ciclice ale
{\displaystyle \left(\,\pm {\sqrt {\frac {\varphi }{\sqrt {5}}}},\,\pm 2\varphi ^{-1},\,\pm {\sqrt {\frac {\varphi ^{-1}}{\sqrt {5}}}}\,\right)}
{\displaystyle \left(\,\pm \left({\sqrt {\frac {\varphi }{\sqrt {5}}}}+\varphi ^{-2}\right),\,\pm 1,\,\pm \left({\sqrt {\frac {\varphi ^{-1}}{\sqrt {5}}}}-\varphi ^{-1}\right)\,\right)}
{\displaystyle \left(\,\pm \left({\sqrt {\frac {\varphi }{\sqrt {5}}}}-\varphi ^{-1}\right),\,\pm \varphi ^{-2},\,\pm \left({\sqrt {\frac {\varphi ^{-1}}{\sqrt {5}}}}+1\right)\,\right)}
{\displaystyle \left(\,\pm \left({\sqrt {\frac {\varphi }{\sqrt {5}}}}+\varphi ^{-1}\right),\,\pm \varphi ^{-2},\,\pm \left({\sqrt {\frac {\varphi ^{-1}}{\sqrt {5}}}}-1\right)\,\right)}
{\displaystyle \left(\,\pm \left({\sqrt {\frac {\varphi }{\sqrt {5}}}}-\varphi ^{-2}\right),\,\pm 1,\,\pm \left({\sqrt {\frac {\varphi ^{-1}}{\sqrt {5}}}}+\varphi ^{-1}\right)\,\right)}
unde {\displaystyle \varphi ={\frac {1+{\sqrt {5}}}{2}}} este secțiunea de aur.

### Volum
Următoarea formulă pentru volum V este stabilită pentru lungimea laturilor tuturor poligoanelor (care sunt regulate) a:
{\displaystyle V=15{\sqrt {5-2{\sqrt {5}}}}\,a^{3}\approx 10,898138~a^{3}.}